# Scinax ranki
Scinax ranki là một loài ếch trong họ Nhái bén. Chúng là loài đặc hữu của đông nam Brasil.
Môi trường sống tự nhiên của nó là các khu rừng đất thấp ẩm nhiệt đới hoặc cận nhiệt đới và sông. Loài này đang bị đe dọa do mất môi trường sống.